# Universale Economica Feltrinelli dal 4000 al 4100

## Dal n. 4000 al n. 4100
- Collana Super UE

| Universale Economica Feltrinelli |          | |                                    |
|                                  |          | |                                    |
|                                  | Sezione  | Titolo | Autore                             |
| 4001                             | Super UE | Dottor Niù: corsivi diabolici per tragedie evitabili                                                         | Stefano Benni                      |
| 4002                             | Super UE | Come mollare un uomo. Manuale di una codarda                                                                 | Kate Fillion, Ellen Ladowsky       |
| 4003                             | Super UE | Al suo barbiere Einstein la raccontava così                                                                  | Robert L. Wolke                    |
| 4004                             | Super UE | La vita secondo Isabel                                                                                       | Celia Correas Zapata               |
| 4005                             | Super UE | Voglio vivere così. Una donna alla ricerca dell'illuminazione                                                | Isabel Losada                      |
| 4006                             | Super UE | Ho ammazzato J. F. Kennedy                                                                                   | Manuel Vázquez Montalbán           |
| 4007                             | Super UE | Rap! | Alberto Arbasino                   |
| 4008                             | Super UE | Di amanti non ce n'è mai abbastanza                                                                          | Gaby Hauptmann                     |
| 4009                             | Super UE | Generazione ex. Storie di donne felicemente divorziate                                                       | Karen Karbo                        |
| 4010                             | Super UE | Cartoline zapatiste                                                                                          | Luca "Zulù" Persico                |
| 4011                             | Super UE | Benvenuti in Italia                                                                                          | Daniele Luttazzi                   |
| 4012                             | Super UE | Rap 2 | Alberto Arbasino                   |
| 4013                             | Super UE | Tre uomini in bicicletta                                                                                     | Paolo Rumiz, Francesco Altan       |
| 4014                             | Super UE | Next: piccolo libro sulla globalizzazione e sul mondo che verrà                                              | Alessandro Baricco                 |
| 4015                             | Super UE | Mastruzzi indaga. Piccole storie di civilissimi bolognesi nella Bologna incivile e imbarbarita               | Pino Cacucci                       |
| 4016                             | Super UE | Confessioni di un maturo consumatore di ecstasy                                                              | (anonimo)                          |
| 4017                             | Super UE | C'era una volta l'amore ma ho dovuto ammazzarlo                                                              | Efraim Medina Reyes                |
| 4018                             | Super UE | Rapimento | Susan Minot                        |
| 4019                             | Super UE | Piccola filosofia per non filosofi                                                                           | Friedhelm Moser                    |
| 4020                             | Super UE | Dormi, bambino, dormi. Guida pratica al sonno dei bambini                                                    | Eduard Estivill                    |
| 4021                             | Super UE | Capolavori                                                                                                   | Daniele Luttazzi                   |
| 4022                             | Super UE | Presagio triste                                                                                              | Banana Yoshimoto                   |
| 4023                             | Super UE | Tre storie d'amore                                                                                           | Manuel Vázquez Montalbán           |
| 4024                             | Super UE | Donna per caso                                                                                               | Jonathan Coe                       |
| 4025                             | Super UE | L'amore dura tre anni                                                                                        | Frédéric Beigbeder                 |
| 4026                             | Super UE | Gli scarti                                                                                                   | Paolo Nori                         |
| 4027                             | Super UE | I vizi capitali e i nuovi vizi                                                                               | Umberto Galimberti                 |
| 4028                             | Super UE | In viaggio con Manu Chao e Radio Bemba                                                                       | Marco Mathieu                      |
| 4029                             | Super UE | La castrazione e altri metodi infallibili per prevenire l'acne                                               | Daniele Luttazzi                   |
| 4030                             | Super UE | La canzone di Dorotea                                                                                        | Rosa Regàs                         |
| 4031                             | Super UE | Cinque stelle maschio incluso                                                                                | Gaby Hauptmann                     |
| 4032                             | Super UE | Superpunk, arcimondano. Confessioni scomode di un giovane disobbediente                                      | Camille de Toledo                  |
| 4033                             | Super UE | Cinematerapia. C'è un film per stato d'animo                                                                 | Nancy Peske, Beverly West          |
| 4034                             | Super UE | Canto di nozze                                                                                               | Nagib Mahfuz                       |
| 4035                             | Super UE | Sharon e mia suocera: diari di guerra da Ramallah, Palestina                                                 | Suad Amiry                         |
| 4036                             | Super UE | È grave dottore?                                                                                             | Martin Winckler                    |
| 4037                             | Super UE | Penso, dunque rido                                                                                           | John Allen Paulos                  |
| 4038                             | Super UE | Tecniche di masturbazione fra Batman e Robin                                                                 | Efraim Medina Reyes                |
| 4039                             | Super UE | Tre metri sopra il cielo                                                                                     | Federico Moccia                    |
| 4040                             |          | |                                    |
| 4041                             | Super UE | Caro Bogart. Una biografia                                                                                   | Jonathan Coe                       |
| 4042                             | Super UE | Contro il fanatismo                                                                                          | Amos Oz                            |
| 4043                             | Super UE | Alzaia | Erri De Luca                       |
| 4044                             | Super UE | Un animale bellissimo                                                                                        | Fanny Buitrago                     |
| 4045                             |          | |                                    |
| 4046                             | Super UE | Grazie | Daniel Pennac                      |
| 4047                             | Super UE | Nicola Rubino è entrato in fabbrica                                                                          | Francesco Dezio                    |
| 4048                             | Super UE | Le cose dell'amore                                                                                           | Umberto Galimberti                 |
| 4049                             | Super UE | Filosofia da camera                                                                                          | Jacques Schlanger                  |
| 4050                             | Super UE | Il cerchio del destino                                                                                       | Sabrina Paravicini                 |
| 4051                             | Super UE | Un film dopo l'altro verso la felicità. Cinematerapia 2                                                      | Nancy Peske, Beverly West          |
| 4052                             | Super UE | Si mangia!                                                                                                   | Eduard Estivill, Montse Domenèch   |
| 4053                             | Super UE | Ma le stelle quante sono                                                                                     | Giulia Carcasi                     |
| 4054                             | Super UE | Bollito misto con mostarda                                                                                   | Daniele Luttazzi                   |
| 4055                             | Super UE | Vai e vivrai                                                                                                 | Radu Mihăileanu, Alain Dugrand     |
| 4056                             | Super UE | Albina, o Il popolo dei cani                                                                                 | Alejandro Jodorowsky               |
| 4057                             | Super UE | Figli per sempre                                                                                             | Ivana Castoldi                     |
| 4058                             | Super UE | La lunga notte del dottor Galvan                                                                             | Daniel Pennac                      |
| 4059                             | Super UE | Contro il niente                                                                                             | Miguel Bensayag e Beatrice Bouniol |
| 4060                             | Super UE | Tu sei un bastardo. Contro l'abuso delle identità                                                            | Gad Lerner                         |
| 4061                             | Super UE | Le mani del pianista                                                                                         | Eugenio Fuentes                    |
| 4062                             | Super UE | Il mistero BonBon                                                                                            | Sergio Staino                      |
| 4063                             | Super UE | Il banchetto dei corvi                                                                                       | Gabriel Trujillo Muñoz             |
| 4064                             | Super UE | Parata di stalloni                                                                                           | Gaby Hauptmann                     |
| 4065                             | Super UE | Feng Shui Detective                                                                                          | Nury Vittachi                      |
| 4066                             | Super UE | Angelo per un giorno                                                                                         | Gennaro Matino                     |
| 4067                             | Super UE | Ovunque e al mio fianco                                                                                      | Paolo Cioni                        |
| 4068                             | Super UE | Come ti sei ridotto: modesta proposta di sopravvivenza al declino della nazione, prefazione di Giorgio Bocca | Curzio Maltese                     |
| 4069                             | Super UE | Datemi retta, qualcosa si può fare                                                                           | Isabel Losada                      |
| 4070                             | Super UE | La sessualità della Pantera rosa                                                                             | Efraim Medina Reyes                |
| 4071                             | Super UE | Le pagine strappate                                                                                          | Cristina Comencini                 |
| 4072                             | Super UE | L'oca al passo. Notizie dal buio che stiamo attraversando                                                    | Antonio Tabucchi                   |
| 4073                             | Super UE | Due partite                                                                                                  | Cristina Comencini                 |
| 4074                             |          | |                                    |
| 4075                             |          | |                                    |
| 4076                             | Super UE | A quanto vendi l'anima                                                                                       | Gianpaolo Cionini                  |
| 4077                             | Super UE | Lepidezze postribolari, ovvero Populorum progressio                                                          | Daniele Luttazzi                   |
| 4078                             | Super UE | L'altro | Ryszard Kapuściński                |
| 4079                             | Super UE | Il mercante d'acqua                                                                                          | Francesco Gesualdi                 |
| 4080                             | Super UE | Avevo vent'anni. Storia di un collettivo studentesco 1977-2007                                               | Enrico Franceschini                |
| 4081                             | Super UE | Il mondo di Banana Yoshimoto                                                                                 | Giorgio Amitrano                   |
| 4082                             | Super UE | È tutta una finzione                                                                                         | Daniel Kehlmann                    |
| 4083                             | Super UE | Estate sul caicco                                                                                            | Gaby Hauptmann                     |
| 4084                             | Super UE | Il giusto e l'ingiusto                                                                                       | Jean-Luc Nancy                     |
| 4085                             | Super UE | Racconti da leggere prima di andare a dormire                                                                | Eduard Estivill, Montse Domenèch   |
| 4086                             | Super UE | Gli ultimi della classe. Un anno con i ragazzi e i maestri in una scuola di strada a Napoli                  | Paola Tavella                      |
| 4087                             | Super UE | Lo sapevo, non dovevo ammalarmi. Un uomo alla ricerca della sua diagnosi, prefazione di Umberto Veronesi     | Roberto Levi                       |
| 4088                             | Super UE | Nel catalogo c'è tutto. Per chi va o torna a vivere da solo                                                  | Francesco Gungui                   |
| 4089                             | Super UE | Lola Motel                                                                                                   | Marco Archetti                     |
| 4090                             |          | |                                    |

- I 100 successivi: Universale Economica Feltrinelli dal 4101 al 4200